# Supercopa de Japón 2013
La Supercopa de Japón 2013, también conocida como Supercopa Fuji Xerox 2013 (en inglés: Fuji Xerox Super Cup 2013) por motivos de patrocinio, fue la 20.ª edición de este torneo.
Fue disputada entre Sanfrecce Hiroshima, como campeón de la J. League Division 1 2012, y Kashiwa Reysol, como ganador de la Copa del Emperador 2012. El partido se jugó el 23 de febrero de 2013 en el Estadio Nacional de la ciudad de Tokio.

## Participantes
| Bandera de Prefectura de Hiroshima | Sanfrecce Hiroshima | Campeón de la J. League Division 1 (2012) |
| Bandera de Prefectura de Chiba     | Kashiwa Reysol      | Campeón de la Copa del Emperador (2012)   |

## Partido
| 23 de febrero de 2013, 13:36 (UTC+9) | Sanfrecce Hiroshima | 1:0 (1:0) | Kashiwa Reysol | Estadio Nacional, Tokio                                 |                                                         |
|                                      | Satō 29'            | Reporte   |                | Asistencia: 34.972 espectadores Árbitro(s): Minoru Tōjō | Asistencia: 34.972 espectadores Árbitro(s): Minoru Tōjō |

### Detalles
| 1          | Guardameta     | Shūsaku Nishikawa |     |
| 33         | Defensa        | Tsukasa Shiotani  |     |
| 5          | Defensa        | Kazuhiko Chiba    |     |
| 4          | Defensa        | Hiroki Mizumoto   |     |
| 20         | Centrocampista | Hironori Ishikawa | 74' |
| 6          | Centrocampista | Toshihiro Aoyama  |     |
| 8          | Centrocampista | Kazuyuki Morisaki |     |
| 27         | Centrocampista | Kōhei Shimizu     |     |
| 7          | Centrocampista | Kōji Morisaki     |     |
| 10         | Centrocampista | Yōjirō Takahagi   |     |
| 11         | Delantero      | Hisato Satō       | 60' |
| Entrenador | Entrenador     | Hajime Moriyasu   |     |

| 21         | Guardameta     | Takanori Sugeno   |     |
| 5          | Defensa        | Tatsuya Masushima |     |
| 3          | Defensa        | Naoya Kondō       |     |
| 4          | Defensa        | Daisuke Suzuki    |     |
| 27         | Centrocampista | Kim Chang-Soo     |     |
| 20         | Centrocampista | Akimi Barada      | 58' |
| 7          | Centrocampista | Hidekazu Ōtani    |     |
| 15         | Centrocampista | Jorge Wágner      | 79' |
| 10         | Centrocampista | Leandro Domingues |     |
| 9          | Delantero      | Masato Kudō       |     |
| 11         | Delantero      | Cléo              | 79' |
| Entrenador | Entrenador     | Nelsinho Baptista |     |

| 9  | Delantero      | Naoki Ishihara   | 60' |
| 16 | Centrocampista | Satoru Yamagishi | 74' |

| 28 | Centrocampista | Ryōichi Kurisawa | 58' |
| 18 | Delantero      | Jun'ya Tanaka    | 79' |
| 30 | Centrocampista | Ryōsuke Yamanaka | 79' |

| Anotado | 29' | Hisato Satō | 1-0 |

| Amonestado | 57' | Toshihiro Aoyama |

| Amonestado | 19' | Naoya Kondō       |
| Amonestado | 64' | Leandro Domingues |
| Amonestado | 85' | Ryōsuke Yamanaka  |

| Árbitro             | Minoru Tōjō       |
| Árbitros asistentes | Tomokazu Tajiri   |
| Árbitros asistentes | Shinji Ochi       |
| Cuarto árbitro      | Yoshihiro Imamura |

| 1          | Guardameta     | Shūsaku Nishikawa |     |
| 33         | Defensa        | Tsukasa Shiotani  |     |
| 5          | Defensa        | Kazuhiko Chiba    |     |
| 4          | Defensa        | Hiroki Mizumoto   |     |
| 20         | Centrocampista | Hironori Ishikawa | 74' |
| 6          | Centrocampista | Toshihiro Aoyama  |     |
| 8          | Centrocampista | Kazuyuki Morisaki |     |
| 27         | Centrocampista | Kōhei Shimizu     |     |
| 7          | Centrocampista | Kōji Morisaki     |     |
| 10         | Centrocampista | Yōjirō Takahagi   |     |
| 11         | Delantero      | Hisato Satō       | 60' |
| Entrenador | Entrenador     | Hajime Moriyasu   |     |

| 21         | Guardameta     | Takanori Sugeno   |     |
| 5          | Defensa        | Tatsuya Masushima |     |
| 3          | Defensa        | Naoya Kondō       |     |
| 4          | Defensa        | Daisuke Suzuki    |     |
| 27         | Centrocampista | Kim Chang-Soo     |     |
| 20         | Centrocampista | Akimi Barada      | 58' |
| 7          | Centrocampista | Hidekazu Ōtani    |     |
| 15         | Centrocampista | Jorge Wágner      | 79' |
| 10         | Centrocampista | Leandro Domingues |     |
| 9          | Delantero      | Masato Kudō       |     |
| 11         | Delantero      | Cléo              | 79' |
| Entrenador | Entrenador     | Nelsinho Baptista |     |

| 9  | Delantero      | Naoki Ishihara   | 60' |
| 16 | Centrocampista | Satoru Yamagishi | 74' |

| 28 | Centrocampista | Ryōichi Kurisawa | 58' |
| 18 | Delantero      | Jun'ya Tanaka    | 79' |
| 30 | Centrocampista | Ryōsuke Yamanaka | 79' |

| Anotado | 29' | Hisato Satō | 1-0 |

| Amonestado | 57' | Toshihiro Aoyama |

| Amonestado | 19' | Naoya Kondō       |
| Amonestado | 64' | Leandro Domingues |
| Amonestado | 85' | Ryōsuke Yamanaka  |

| Árbitro             | Minoru Tōjō       |
| Árbitros asistentes | Tomokazu Tajiri   |
| Árbitros asistentes | Shinji Ochi       |
| Cuarto árbitro      | Yoshihiro Imamura |

|                                        |
| Bandera de Prefectura de Hiroshima     |
| Campeón Sanfrecce Hiroshima 2.º título |